# Autódromo Internacional Nelson Piquet (Brasília)
O Autódromo Internacional de Brasília é um autódromo no Setor de Recreação Pública Norte (SRPN) de Brasília, capital do Brasil. Foi inaugurado em 1974 com o nome de Autódromo de Brasília. Desde 1987, quando o piloto brasileiro Nelson Piquet se tornou tricampeão mundial de Fórmula 1, passou a ser chamado oficialmente Autódromo Internacional de Brasília Nelson Piquet. 
O circuito tem o traçado misto e sentido horário. Possui seis curvas para a esquerda e seis para a direita. A extensão é de 5.475,58 metros e a maior reta tem 750 metros. Em sua inauguração, recebeu uma corrida extra-campeonato de Fórmula 1, na única vez que a categoria esteve na cidade.

## História

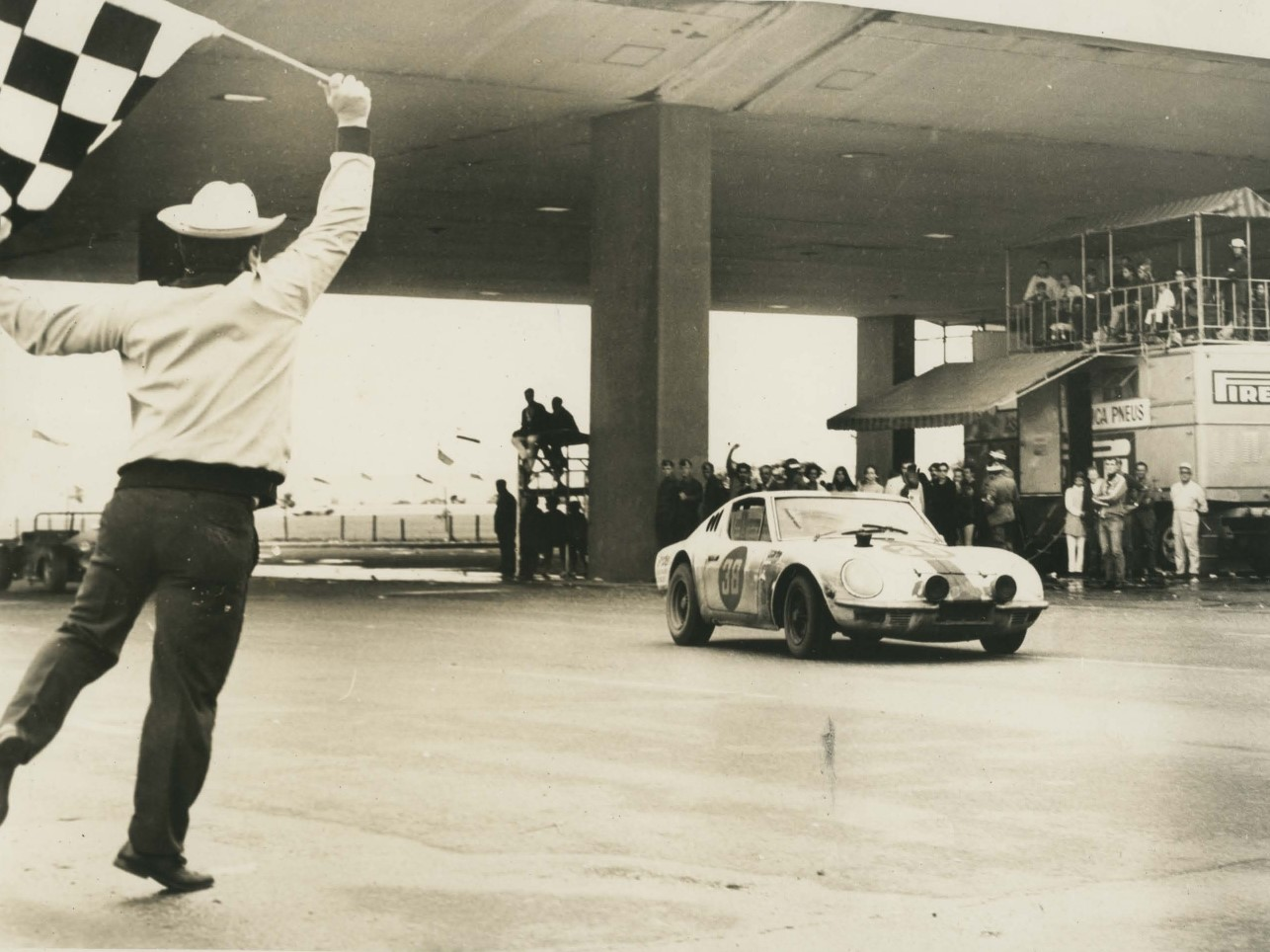
O Grande Prêmio Juscelino Kubitschek foi um dos eventos da inauguração de Brasília.

### Automobilismo desde o início
Brasília foi inaugurada com uma festa de três dias, e o último evento da celebração, no dia 23 de abril de 1960, foi uma corrida disputada no Eixão Sul, o Grande Prêmio Juscelino Kubitschek. O vencedor da corrida final - foram três ao todo - foi o paulista Jean-Louis Lacerda Soares, que pilotava uma Ferrari TR Testa Rossa e recebe o troféu de Juan Manuel Fangio, lenda do automobilismo argentino.
Outro evento seria feito dois anos depois: os 1000 Km de Brasília, uma corrida de dez horas de duração em um circuito de rua no Plano Piloto. Esses eventos iniciaram uma tradição automobilística na cidade, que foi pensada para os automóveis desde seu projeto, gerando pilotos como Nelson Piquet. Entretanto, em 1970 a corrida de rua acabou proibida pelas autoridades, tendo que ser realizada num circuito improvisado por três anos. Faltava para a cidade um autódromo.

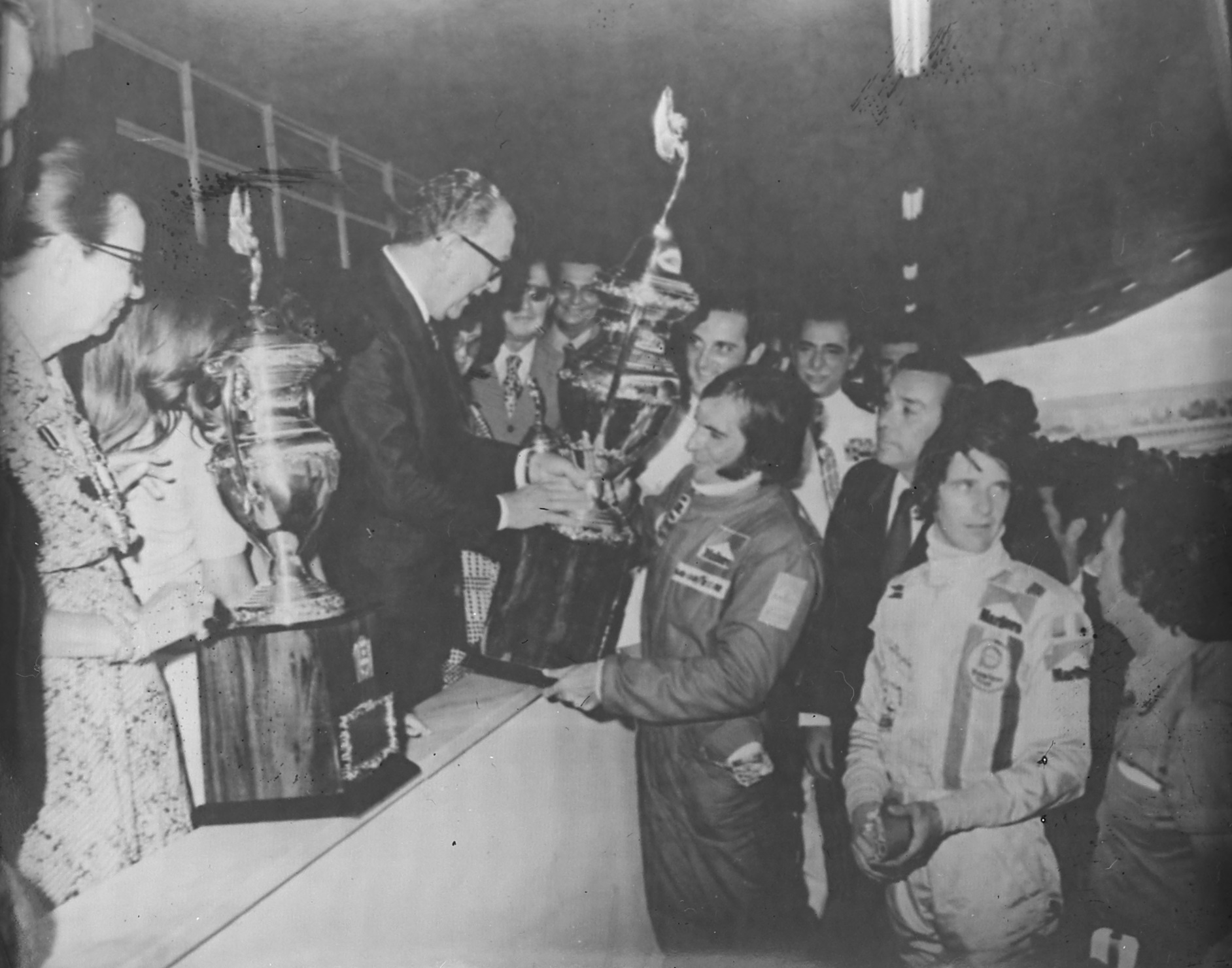
Emerson Fittipaldi recebendo de Médici o troféu da corrida inaugural.

### Corrida inaugural
Em 1974, Brasília finalmente ganhou seu circuito. O Autódromo de Brasília, inaugurado pelo próprio presidente Emílio Médici como mais uma obra grandiosa do período do Milagre Econômico, recebeu sua primeira prova, uma corrida de Fórmula 1 extra-campeonato, vencida por Emerson Fittipaldi pilotando uma McLaren. Era considerado na época o circuito mais moderno circuito do país e foi elogiado pelos pilotos da F1. Entretanto, a pista não receberia mais a categoria, que continuou a fazer suas provas em Interlagos, e quando mudou de cidade, usou a pista carioca de Jacarepaguá.

### Anos de uso
O autódromo voltou a receber uma prova internacional em dezembro de 1996, desta vez pela Categoria BPR Gran Turismo, com vitória de Nelson Piquet e Johnny Ceccoto, da McLaren, e provas da Fórmula 3 Sul-Americana.
Desde 1996, e por um período de dez anos renováveis por mais dez, Nelson Piquet se tornou arrendatário do autódromo, que pertence ao governo do Distrito Federal, e por isso o autódromo recebeu o nome do piloto que cresceu na cidade. O anel externo foi usado pela primeira vez em competição em 1998, por uma prova de Espron-BMW. Em 2002 foi palco da primeira corrida a Fórmula Truck, competição que recebeu até 2014. A Stock Car Brasil também se fez presente no calendário do autódromo.

### Fechamento e reforma
Em 2014, O autódromo foi fechado para reforma, estando assim desde então. Uma etapa da MotoGP, marcada para aquele ano, foi cancelada.
No ano de 2015, a IndyCar Series voltaria ao Brasil nesse circuito usando o anel externo depois de dois anos fora do país, onde que a última prova havia sido realizada em São Paulo, em 2013. Contudo, a Brasília Indy 300, que seria realizada em 8 de março de 2015, foi cancelada unilateralmente pelo Governo do Distrito Federal.
Durante a reforma, os antigos boxes foram demolidos e uma reforma da pista foi iniciada. A reforma acabou paralisada, e o asfalto arrancado inviabilizou provas de circuito. Desde então, apenas eventos de drift e de arrancada foram feitos no autódromo.
Em 2017, um estudo de viabilidade técnica foi contratado para uma possível parceria público-privada, onde a concessionária passaria a administrar o circuito. Em 2019, algumas propostas aconteceram, mas acabaram canceladas.
Em 2020, o Governo do Distrito Federal sinalizou que pretendia fazer uma nova tentativa concessão à iniciativa privada para reabertura do autódromo em 2021, com exigências em contrapartida para a concessionária como a reforma do local e a adequação para competições internacionais como a Fórmula 1. O Banco de Brasília e a Terracap, que até então administrava o local, firmaram um convênio em 2021, permitindo a reforma ao custo de 550 mil reais, com o banco ficando com a gestão da obra, do projeto e da futura operação do autódromo. A previsão é que ele esteja pronto a tempo de encerrar a temporada de Stock Car em dezembro.

## Competições disputadas

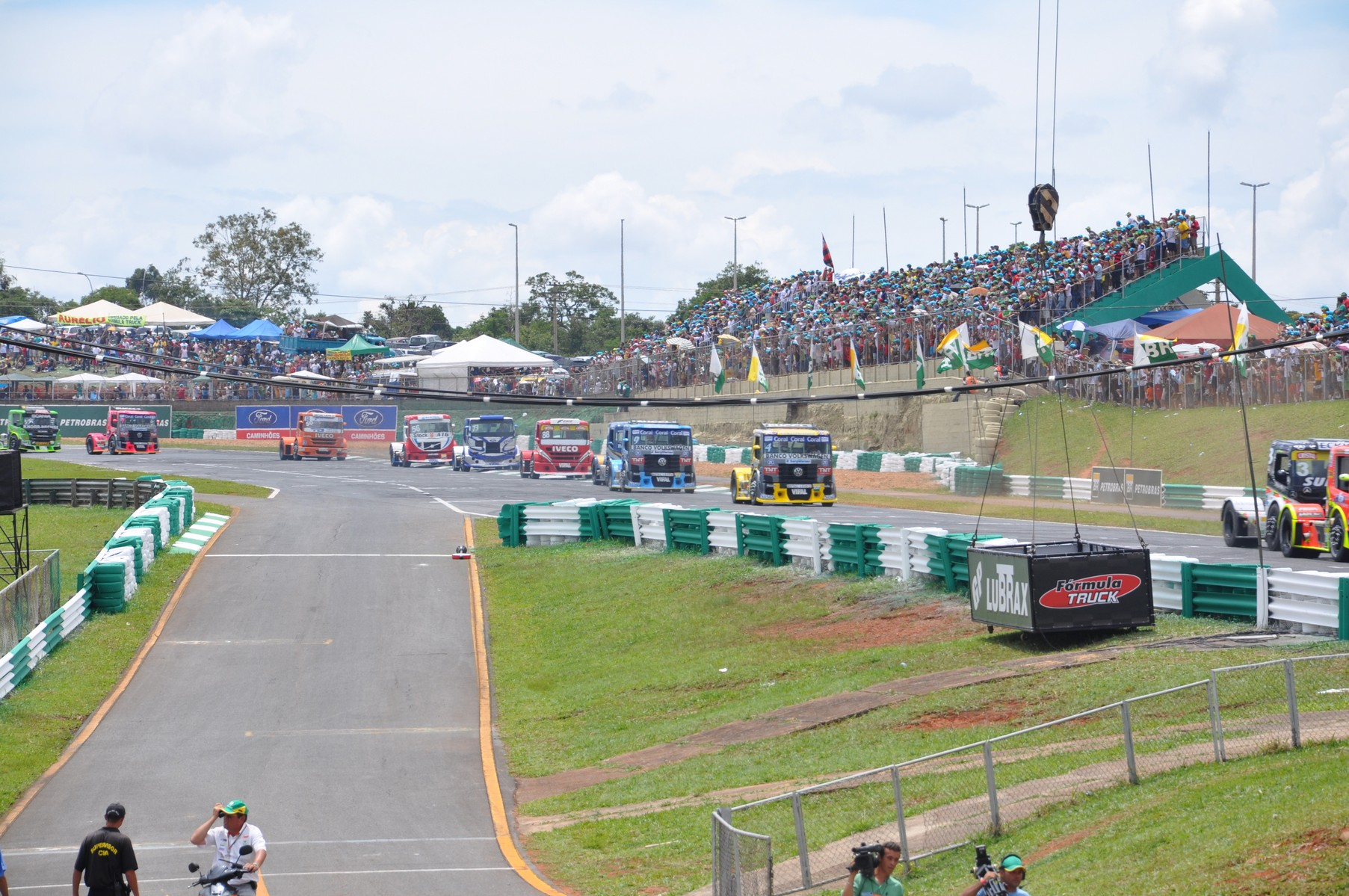
A última corrida do Campeonato de Fórmula Truck de 2009 foi no circuito brasiliense.

Os eventos na pista incluíam variadas categorias das competições automobilísticas, além de eventos locais, espetáculos musicais e exposições de veículos.
Entre as competições, as principais recebidas pelo autódromo foram a Fórmula 1, a Fórmula 3 Sul-Americana, a Fórmula Renault, a Copa Clio, a Stock Car Brasil, a Fórmula Truck, o Brasileiro de Motociclismo e os Campeonato de Automobilismo, Arrancada e Kart do Distrito Federal, além da tradicional disputa dos 1000 Km de Brasília. Em 2014 e 2015, foram anunciadas corridas de MotoGP e Fórmula Indy que acabaram canceladas.

## Características
O autódromo tem área total de 726.822 metros. Dentro da área do autódromo ainda funcionam o Ferrari Kart, um kartódromo construído em 2003, e o Cine Drive-in, último do tipo no Brasil. 
O circuito tem 5.475,58 metros e tem seis curvas para a esquerda e seis para a direita, com a maior reta chegando a 750 metros. O traçado do circuito é elogiado desde a inauguração. O piloto Rubens Barrichelo considera que o traçado é o melhor que o Brasil tem. O jornalista de automobilismo Reginaldo Leme considera que a pista de Brasília tem um traçado extremamente técnico e desafiador, o que segundo ele agrada os pilotos que corriam ou que ainda correrão lá.